# Acclarent
Acclarent, Inc. a început ca o companie privată, susținută de riscuri, iar acum este o subsidiară a Johnson & Johnson. Are sediul în Irvine, Orange, California. Acclarent dezvoltă tehnologie pentru bolile legate de ORL (urechi, nas și gât).

## Istorie
Acclarent a fost fondată în 2004. Compania are peste 300 de angajați și operează în peste 45 de țări. Sediul corporativ al Acclarent este situat în Silicon Valley din Menlo Park, California. De la înființare, Acclarent a raportat finanțare de peste 103,5 milioane USD de la partenerii săi de risc, New Enterprise Associates (NEA), Versant Ventures, Delphi Ventures, Meritech Capital Partners și Johnson & Johnson Development Corporation.

Acclarent a fost înființată de Dr. Joshua Makower care este în prezent președinte al consiliului de administrație al Acclarent. William M. Facteau a fost Președintele companiei și Chief Operating Officer din noiembrie 2004 până în martie 2012. Președintele companiei este în prezent Jeff Hopkins.
În mai 2005, Acclarent a primit aprobarea FDA pentru tehnologia sa Relieva Balloon Sinuplasty. Portofoliul companiei are peste 40 de dispozitive aprobate de FDA, inclusiv sistemele de sinuplastie cu balon Relieva, cuprinzând catetere cu balon sinusal Relieva Ultirra, fire de ghidare pentru iluminarea sinusurilor Relieva Luma, Relieva Vortex care asigură livrarea adâncă a fluidului intrasinusal și fluxuri puternice de forfecare pentru golire. conținutul sinusurilor și endoscopul articular Cyclops.
În ianuarie 2010, Ethicon Inc., o companie Johnson & Johnson , a finalizat achiziția Acclarent.
În septembrie 2017, Acclarent a primit aprobarea FDA pentru balonul Aera, primul dispozitiv care a tratat disfuncția cronică a trompei lui Eustachie.